# Orle (Słowenia)
Orle – wieś w Słowenii, w gminie Škofljica. W 2018 roku liczyła 255 mieszkańców.